# 近藤春司
近藤 春司（こんどう しゅんじ、1951年 - ）は、日本の建築家、建築研究者。組積造を長年研究。近藤春司建築事務所を長年主宰する。ミニマルな建築作品を多く手がける。

## おもな論考
- スタイロフォーム 空気の組積造(新材料,II論考,<特集>第4の構造材料) 建築雑誌 121(1550), 24-25, 2006年8.20 社団法人日本建築学会
- 抗火石について (住宅特集--構造素材再考 -- 光香〔設計・近藤春司・mu造家工房〕) 新建築社 58(10), p183, 1983-08

## 実作
- 白影　群馬県前橋市
- 光香　三重県名張市
- 碧影　静岡県伊東市
- 大工町の家　滋賀県大津市
- 房総実験住宅（近藤邸、建設継続中)
- 三宅邸
- 柳邸　（YYY)
- 近藤小児歯科医院（空飛ぶ絨毯ハウス）2005年

## 発表作品（未完）
- 海のアトリエ 千葉県勝浦市守谷海岸沿
- 下一文字町の家.
- 浦安ギャラリー.
- K-house1.
- K-house2.
- 大江戸ビル.
- UIC-K-1.
- UIC-K-2.
- UIC-K-3.
- 瀬田プロジェクト.
- O2プロジェクト
- 修学院プロジェクト.
- 五条-1.
- 五条-2.
- かのしたプロジェク

## 事務所出身者
- 仲亀清進
- 山下保博
- 田中哲(AIRアーキテクツ)
- 星裕之(STUDIOPOH)
- 村田三雄